# Aka.ms
Aka.ms is een domeinnaam geregistreerd door Microsoft. Microsoft gebruikt de domeinnaam als onderdeel van een afkortingslink (url shortener) voor het aanmaken van korte hyperlinks. In tegenstelling tot publieke afkortingslinks, kunnen aka.ms-links enkel aangemaakt worden door Microsoft.